# Адмірал флотилії
Адмірал флотилії — найнижче військове звання вищого офіцерського складу в сучасних військово-морських флотах Бельгії, Болгарії, Данії, Фінляндії, Німеччини та Швеції. Воно відповідає званню комодора або контрадмірала (молодшого ступеня) у флоті США, Великої Британії та деяких інших країн.
Емблеми адміралів флотилії

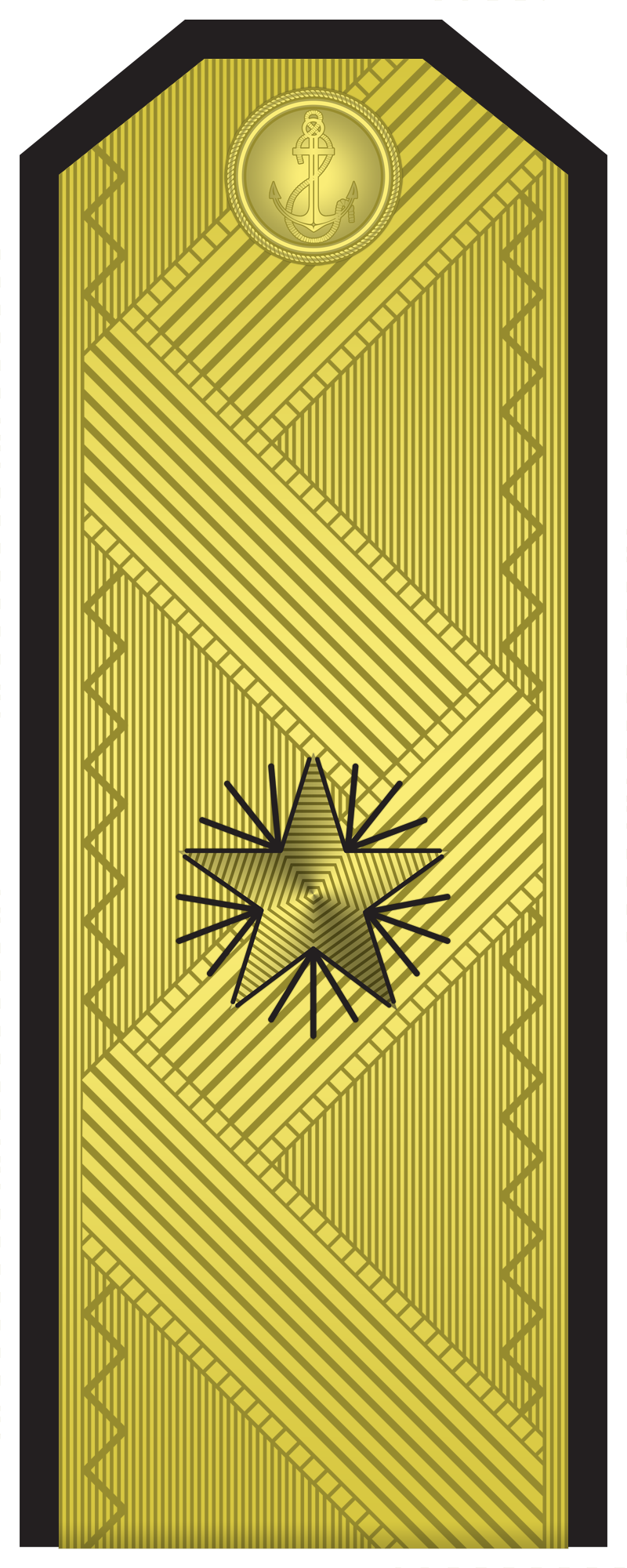
Адмірал флотилії Болгарії
Адмірал флотилії Данії
Адмірал флотилії Фінляндії
Адмірал флотилії Швеції

### Німеччина
Flottillenadmiral, скорочено FltlAdm, в списках FADM, — найнижче адміральське звання в німецькому флоті, відповідне звання у ВМС США — контрадмірал (молодшого ступеня) або комодор у ВМС Великої Британії. Воно еквівалентне званню бригадний генерал в Бундесвері.
Відзнаки носяться на рукавах і плечах. Це одна п'ятикутна зірка над широкою і вузькою золотою смугою (без зірки, коли носяться рангові петлі). Це клас В6 у платіжних правилах Федерального міністерства оборони.
Послідовність рангів (старшинство зверху вниз) адміралів є такою:
- OF-9:[1] Адмірал (Німеччина) / Генерал (Німеччина)
- OF-8: Віцеадмірал / Генерал-лейтенант
- OF-7: Контрадмірал / Генерал-майор
- OF-6: Адмірал флотилії / Бригадний генерал